# SURPRISE!
SURPRISE!（さぷらいず）とは、1999年10月8日から2000年9月29日までの1年間、フジテレビ系で放送された、ドキュメントバラエティ。

## 概要
同時間帯に放送されていたかつての日産自動車一社提供番組（終了時は同社筆頭による複数社提供）であった『料理の鉄人』終了に伴い、20分枠として改めて前番組のスポンサーに参加した日本リーバ（現在：ユニリーバ・ジャパン）、日清製粉などが撤退し、日産自動車一社提供番組枠が設けられ、本番組はその最初の番組となった。ただし、年末特番のみは「SURPRISE SURPRISE」と題し、大正製薬と共に筆頭スポンサーであり、複数提供でもある。
メイン出演者は奥田瑛二（最終回のみナレーターを担当した森本レオ）。
内容は一般視聴者がターゲットとなる人物（主に身内）にドッキリを仕掛け、ターゲットにとっての「幸せな結末」へと導く、というもの。ドッキリ系の番組に感動要素を加えることで新機軸を作ろうとしたが、わずか1年で終了した。
| フジテレビ 金曜23:30枠（1999.10 - 2000.9）                                  | フジテレビ 金曜23:30枠（1999.10 - 2000.9） | フジテレビ 金曜23:30枠（1999.10 - 2000.9）     |
| 前番組                                                                      | 番組名                                     | 次番組                                         |
| --------------------------------------------------------------------------- | ------------------------------------------ | ---------------------------------------------- |
| 料理の鉄人 ※23:00 - 23:45ニュースJAPAN ※23:45 - 24:55 【5分繰り下げて継続】 | SURPRISE!                                  | 桑田佳祐の音楽寅さん 〜MUSIC TIGER〜 （第1期） |